# Bernhard ten Brinke
Bernhard ten Brinke, né le 6 septembre 1977 à Bergh, est un pilote automobile néerlandais.

## Palmarès

### Résultats au Rallye Dakar
| Année | Résultat | Victoire étapes | Constructeur             | Copilote           |
| ----- | -------- | --------------- | ------------------------ | ------------------ |
| 2012  | 8e       | -               | Mitsubishi Racing Lancer | Matthieu Baumel    |
| 2014  | 28e      | -               |                          | Matthieu Baumel    |
| 2015  | 7e       | -               | Toyota                   | Tom Colsoul        |
| 2016  | Abd.     | 1               | Toyota                   | Tom Colsoul        |
| 2018  | Abd.     | 1               | Toyota                   | Michel Périn       |
| 2019  | Abd.     | -               | Toyota                   | Xavier Panseri     |
| 2020  | 7e       | -               | Toyota                   | Tom Colsoul        |
| 2021  | Abd.     | -               | Toyota                   | Tom Colsoul        |
| 2022  | 17e      | -               | Toyota                   | Sébastien Delauney |

### autres rallyes
- 2011: Rallye du Maroc: Vainqueur avec Matthieu Baumel